# Keroro軍曹 (2026年電影)
《Keroro軍曹》是預定2026年夏季上映的日本動畫電影，改編自漫畫家吉崎觀音創作的同名漫畫系列，是電視動畫《Keroro軍曹》第6部劇場動畫，也是動畫20週年紀念作品，由福田雄一擔任總導演和編劇，追崎史敏執導。

## 登場角色

### 原著角色
| 角色         | 配音員     | 配音員   | 配音員   |
| 角色         | 日本       | 臺灣     | 香港     |
| 原著角色     | 原著角色   | 原著角色 | 原著角色 |
| ------------ | ---------- | -------- | -------- |
| Keroro軍曹   | 渡邊久美子 |          |          |
| Tamama二等兵 | 小櫻悅子   |          |          |
| Giroro伍長   | 中田讓治   |          |          |
| Kululu曹長   | 子安武人   |          |          |
| Dororo兵長   | 草尾毅     |          |          |
| 日向冬樹     | 桑島法子   |          |          |
| 日向夏美     | 齋藤千和   |          |          |
| 日向秋       | 平松晶子   |          |          |

## 製作人員
- 原作：吉崎觀音
- 劇本、總導演：福田雄一
- 導演：追崎史敏
- 人物設計：小池智史
- 動畫製作：BN Pictures
- 發行：KADOKAWA、日昇動畫

## 外部連結
- 官方网站 （日語）